# Prva crnogorska liga (2013/2014)
Sezon 2013/14 Prva crnogorska liga – 8. edycja rozgrywek czarnogórskiej Prva ligi w piłce nożnej, najwyższej piłkarskiej klasy rozgrywkowej w Czarnogórze.
Rozgrywki toczyły się w jednej grupie i występowało w nich 12 drużyn. Po zakończeniu sezonu mistrz zapewnił sobie start w eliminacjach do Ligi Mistrzów, a wicemistrz i 3. drużyna oraz zwycięzca Pucharu Czarnogóry zagrają w eliminacjach do Ligi Europy UEFA. Ostatnia drużyna spadła do Drugiej crnogorskiej ligi, a drużyny z 10. i 11. miejsca w tabeli zagrają w barażu o pozostanie w Prva lidze z 2. i 3. drużyną Drugiej ligi.
Sezon rozpoczął się 10 sierpnia 2013, a zakończył 31 maja 2014. Tytuł obroniła drużyna FK Sutjeska Nikšić. Tytuł króla strzelców zdobył Stefan Mugoša (FK Mladost Podgorica), który strzelił 15 goli.

## Prva crnogorska liga

### Drużyny
W Prva crnogorskiej lidze w sezonie 2013/14 występowało 12 drużyn.
| Drużyna                                                        | Miasto           | Sezon 2012/13 | Uwagi                                |
| Drużyny, które występowały w Prva crnogorskiej lidze 2012/13:  |                  |               |                                      |
| FK Sutjeska Nikšić                                             | Nikšić           | 1 miejsce     |                                      |
| FK Budućnost Podgorica                                         | Podgorica        | 2 miejsce     |                                      |
| FK Čelik Nikšić                                                | Nikšić           | 3 miejsce     |                                      |
| FK Grbalj Radanovići                                           | Radanovići       | 4 miejsce     |                                      |
| FK Rudar Pljevlja                                              | Pljevlja         | 5 miejsce     |                                      |
| FK Mladost Podgorica                                           | Podgorica        | 6 miejsce     |                                      |
| OFK Petrovac                                                   | Petrovac na Moru | 7 miejsce     |                                      |
| FK Zeta Golubovci                                              | Golubovci        | 8 miejsce     |                                      |
| FK Lovćen                                                      | Cetinje          | 9 miejsce     |                                      |
| FK Mogren Budva                                                | Budva            | 10 miejsce    | wygrał baraże z FK Zabjelo Podgorica |
| FK Mornar Bar                                                  | Bar              | 11 miejsce    | wygrał baraże z FK Bokelj Kotor      |
| Drużyna, która awansowała z Drugiej crnogorskiej ligi 2012/13: |                  |               |                                      |
| FK Dečić Tuzi                                                  | Tuzi             | 1 miejsce     |                                      |

### Tabela
| Poz. | Klub                   | M  | Pkt. | Mecze | Mecze | Mecze | Bramki | Bramki |
| Poz. | Klub                   | M  | Pkt. | zwy.  | rem.  | por.  | zdob.  | stra.  |
| ---- | ---------------------- | -- | ---- | ----- | ----- | ----- | ------ | ------ |
| 1    | FK Sutjeska Nikšić     | 33 | 63   | 17    | 12    | 4     | 46     | 21     |
| 2    | FK Lovćen              | 33 | 59   | 17    | 8     | 8     | 52     | 31     |
| 3    | FK Čelik Nikšić **     | 33 | 54   | 15    | 9     | 9     | 47     | 28     |
| 4    | FK Budućnost Podgorica | 33 | 54   | 16    | 6     | 11    | 36     | 26     |
| 5    | OFK Petrovac           | 33 | 46   | 11    | 13    | 9     | 37     | 31     |
| 6    | FK Rudar Pljevlja      | 33 | 42   | 11    | 9     | 13    | 32     | 31     |
| 7    | FK Grbalj Radanovići   | 33 | 40 * | 11    | 10    | 12    | 36     | 40     |
| 8    | FK Zeta Golubovci      | 33 | 40   | 12    | 4     | 17    | 39     | 57     |
| 9    | FK Mladost Podgorica   | 33 | 39   | 11    | 6     | 16    | 38     | 46     |
| 10   | FK Mogren Budva        | 33 | 39 * | 11    | 9     | 13    | 45     | 56     |
| 11   | FK Mornar Bar **       | 33 | 36   | 9     | 9     | 15    | 35     | 47     |
| 12   | FK Dečić Tuzi          | 33 | 24   | 5     | 9     | 19    | 32     | 61     |

| Legenda:                                      |
| eliminacje do Ligi Mistrzów                   |
| eliminacje do Ligi Europy UEFA                |
| baraże o pozostanie w Prva crnogorskiej lidze |
| spadek do Drugiej crnogorskiej ligi           |
| drużyna została rozwiązana                    |

- FK Sutjeska Nikšić start w eliminacjach do Ligi Mistrzów 2014/15.
- FK Lovćen (zwycięzca Pucharu Czarnogóry), FK Čelik Nikšić i FK Budućnost Podgorica start w eliminacjach do Ligi Europy UEFA 2014/15.
- FK Mogren Budva wygrał swoje mecze barażowe i pozostał w Prva lidze 2014/15.
- FK Mornar Bar przegrał swoje mecze barażowe i spadł do Drugiej crnogorskiej ligi 2014/15.
- FK Dečić Tuzi spadł do Drugiej crnogorskiej ligi 2014/15.

 * FK Grbalj Radanovići i FK Mogren Budva zostały ukarane 3. punktami ujemnymi.
 ** Po sezonie FK Čelik Nikšić wycofał się z rozgrywek Prva ligi w sezonie 2014/15 (drużyna została rozwiązana), w jego miejsce w Prva lidze pozostał FK Mornar Bar, jako najwyżej sklasyfikowany spadkowicz.

## Baraż o pozostanie w Prva lidze

### FK Mogren Budva-FK Jezero Plav
|         | Data           | Drużyna 1.      | Drużyna 2.      | Wynik |
| 1. mecz | 4 czerwca 2014 | FK Jezero Plav  | FK Mogren Budva | 1:2   |
| Rewanż  | 8 czerwca 2014 | FK Mogren Budva | FK Jezero Plav  | 4:0   |

- FK Mogren Budva wygrał mecze barażowe i pozostał w Prva lidze.
- FK Jezero Plav przegrał mecze barażowe i pozostał w Drugiej crnogorskiej lidze.

### FK Mornar Bar-FK Berane
|         | Data           | Drużyna 1.    | Drużyna 2.    | Wynik |
| 1. mecz | 4 czerwca 2014 | FK Mornar Bar | FK Berane     | 1:0   |
| Rewanż  | 8 czerwca 2014 | FK Berane     | FK Mornar Bar | 2:0   |

- FK Mornar Bar przegrał mecze barażowe i spadł do Drugiej crnogorskiej ligi.
- FK Berane wygrał mecze barażowe i awansował do Prva ligi.